# Annabella Stropparo
Annabella Stropparo (Bassano del Grappa, 4 luglio 1968) è una mountain biker e ciclocrossista italiana, più volte campionessa nazionale di cross country e di ciclocross.

## Carriera
Nata nel 1968 a Bassano del Grappa, in provincia di Vicenza, a 28 anni ha partecipato ai Giochi olimpici di Atlanta 1996, nel cross-country di mountain bike (alla prima apparizione olimpica della disciplina), arrivando 6ª con il tempo di 1h55'56".
È stata 8 volte campionessa italiana di ciclocross dal 1998 al 2006, con l'unica eccezione del 2002, quando ha vinto Maria Paola Turcutto. Nella mountain bike ha invece vinto 6 titoli nazionali nel cross country, dal 2001 al 2007, con l'unica eccezione del 2005, con la vittoria di Paola Pezzo e 3, di fila, nella marathon, dal 2006 al 2008.
In carriera ha corso con la Volvo Cannondale dal 1996 al 2000, con la Be One dal 2001 al 2002 e con la Chirio nel 2006 e si è aggiudicata oltre 19 vittorie, tra le quali la Mont-Sainte Anne di mountain bike (tappa di Coppa del mondo) nel 2002.
Bronzo europeo a Silkeborg 1997 nel cross-country di mountain bike, ha preso parte ad altre 4 edizioni della competizione.
Partecipante a tre edizioni dei Mondiali di ciclocross, è arrivata 11ª a Tábor 2001, 4ª a Monopoli 2003 e 18ª a Zeddam 2006, mentre ai Mondiali di mountain bike ha partecipato 6 volte alla gara di cross-country (arrivando 4ª a Kirchzarten 1995 e Mont-Sainte-Anne 1998) e 1 ai Mondiali marathon.
Nella Coppa del mondo di mountain bike ha ottenuto 2 terzi posti, nel 1999 e 2004, e un secondo posto nel cross-country a cronometro nel 2001.
Ha continuato a partecipare a gare di mountain bike anche dopo aver compiuto 40 anni.

## Palmarès

### Ciclocross
- 1997 (Volvo Cannondale, una vittoria)

Heerlen
- 1998 (Volvo Cannondale, una vittoria)

Campionati italiani
- 1999 (Volvo Cannondale, due vittorie)

Veldrit Boxtel (Boxtel)
Campionati italiani
- 2000 (Volvo Cannondale, tre vittorie)

Gran Premio Selle Italia (Silvelle)
Cyclo-cross de Nommay (Nommay)
Campionati italiani
- 2001 (Be One, due vittorie)

Cyclo-cross de Pontchâteau (Pontchâteau)
Campionati italiani
- 2003 (una vittoria)

Campionati italiani
- 2004 (una vittoria)

Campionati italiani
- 2005 (una vittoria)

Campionati italiani
- 2006 (Chirio, una vittoria)

Campionati italiani

### Mountain bike
- 2001 (Be One, una vittoria)

Campionati italiani, cross-country
- 2002 (Be One, due vittorie)

Mont-Sainte Anne
Campionati italiani, cross-country
- 2003 (tre vittorie)

Brescia
Val d'Arda
Campionati italiani, cross-country
- 2004 (cinque vittorie)

Brescia
GP Provincia di Lucca
Alpago Trophy
Brianza
Campionati italiani, cross-country
- 2005 (tre vittorie)

Brescia
Nalles
GP Città di Grotte di Castro
- 2006 (Chirio, quattro vittorie)

Sinnai / Sardegna
Sarre
Campionati italiani, cross-country
Campionati italiani, marathon
- 2007 (due vittorie)

Campionati italiani, cross-country
Campionati italiani, marathon
- 2008 (due vittorie)

Gunn Rita Marathon, mountain bike
Campionati italiani, marathon
- 2016 (una vittoria)

Volcat GP Diputació de Barcelona

## Piazzamenti

### Competizioni mondiali

#### Ciclocross
- Campionati del mondo

Tábor 2001 - Elite: 11ª
Monopoli 2003 - Elite: 4ª
Zeddam 2006 - Elite: 18ª

#### Mountain bike
- Campionati del mondo

Kirchzarten 1995 - Cross country: 4ª
Cairns 1996 - Cross country: 6ª
Château-d'Œx 1997 - Cross country: 20ª
Mont-Sainte-Anne 1998 - Cross country: 4ª
Åre 1999 - Cross country: 6ª
Sierra Nevada 2000 - Cross country: 20ª
Villabassa 2008 - Marathon
- Giochi olimpici

Atlanta 1996 - Cross country: 6ª
- Coppa del mondo

1999: 3ª
2001 - Cross country cronometro: 2ª
2004: 3ª

### Competizioni europee

#### Mountain bike
- Campionati europei

Špindlerův Mlýn 1995 - Cross country: 9ª
Silkeborg 1997 - Cross country: 3ª
Aywaille 1998 - Cross country: 4ª
Porto de Mós 1999 - Cross country: 4ª
Rhenen 2000 - Cross country: 10ª